# 무장친위대 계급 및 표장
| 나토 계급 | 표장 | 표장 | 표장 | 계급명                                                                                        | 국방군 육군의 동격 계급                                                                         | 국방군 육군의 동격 계급                                                                         |
| 나토 계급 | 금장 | 견장 | 수장 (위장복용) | 계급명                                                                                        | 국방군 육군의 동격 계급                                                                         | 국방군 육군의 동격 계급                                                                         |
| 장성 계급 | | | |                                                                                               |                                                                                                 |                                                                                                 |
| OF-9 | | | | SS최상급집단지도자 겸 무장SS 상급대장 SS-Oberst-Gruppenführer und Generaloberst der Waffen-SS | 상급대장                                                                                        |                                                                                                 |
| OF-8 | | | | SS상급집단지도자 겸 무장SS 대장 SS-Obergruppenführer und General der Waffen-SS                | 병과대장                                                                                        |                                                                                                 |
| OF-7 | | | | SS집단지도자 겸 무장SS 중장 SS-Gruppenführer und Generalleutnant der Waffen-SS                | 중장                                                                                            |                                                                                                 |
| OF-6 | | | | SS여단지도자 겸 무장SS 소장 SS-Brigadeführer und Generalmajor der Waffen-SS                   | 소장                                                                                            |                                                                                                 |
| 장교 계급 | | | |                                                                                               |                                                                                                 |                                                                                                 |
| OF-5 | | | | SS상급지도자 SS-Oberführer                                                                    | 대응계급 없음. 국방군 중 해군에만 있는 준장 계급은 이 계급보다 상급 계급으로 분류됨.            | 대응계급 없음. 국방군 중 해군에만 있는 준장 계급은 이 계급보다 상급 계급으로 분류됨.            |
| OF-5 | | | SS연대지도자 SS-Standartenführer | 대령                                                                                          |                                                                                                 |                                                                                                 |
| OF-4 | | | | SS상급돌격대지도자 SS-Obersturmbannführer                                                     | 중령                                                                                            |                                                                                                 |
| OF-3 | | | | SS돌격대지도자 SS-Sturmbannführer                                                             | 소령                                                                                            |                                                                                                 |
| OF-2 | | | | SS최고돌격지도자 SS-Hauptsturmführer                                                          | 대위                                                                                            |                                                                                                 |
| OF-1a | | | | SS상급돌격지도자 SS-Obersturmführer                                                           | 중위                                                                                            |                                                                                                 |
| OF-1b | | | | SS하급돌격지도자 SS-Untersturmführer                                                          | 소위                                                                                            |                                                                                                 |
| 부사관 계급 | | | |                                                                                               |                                                                                                 |                                                                                                 |
| OR-8 | | | | SS돌격분대지도자 SS-Sturmscharführer                                                          | 참모상사                                                                                        |                                                                                                 |
| SS참모분대지도자는 "중대선임상사" 같은 보직명이지 계급명이 아니다. 대개 최고분대지도자(OR-7)나 상급분대지도자(OR-6) 중에서 임명되었으며, 분대지도자(OR-5)가 임명되는 경우도 드물지만 있었다. 참모분대지도자에 임명되면 재킷과 외투 양쪽 소매에 소위 "이중 피스톤링" 표장을 달았다. | SS참모분대지도자는 "중대선임상사" 같은 보직명이지 계급명이 아니다. 대개 최고분대지도자(OR-7)나 상급분대지도자(OR-6) 중에서 임명되었으며, 분대지도자(OR-5)가 임명되는 경우도 드물지만 있었다. 참모분대지도자에 임명되면 재킷과 외투 양쪽 소매에 소위 "이중 피스톤링" 표장을 달았다. | SS참모분대지도자는 "중대선임상사" 같은 보직명이지 계급명이 아니다. 대개 최고분대지도자(OR-7)나 상급분대지도자(OR-6) 중에서 임명되었으며, 분대지도자(OR-5)가 임명되는 경우도 드물지만 있었다. 참모분대지도자에 임명되면 재킷과 외투 양쪽 소매에 소위 "이중 피스톤링" 표장을 달았다. | SS참모분대지도자는 "중대선임상사" 같은 보직명이지 계급명이 아니다. 대개 최고분대지도자(OR-7)나 상급분대지도자(OR-6) 중에서 임명되었으며, 분대지도자(OR-5)가 임명되는 경우도 드물지만 있었다. 참모분대지도자에 임명되면 재킷과 외투 양쪽 소매에 소위 "이중 피스톤링" 표장을 달았다. | SS참모분대지도자 SS-Stabsscharführer                                                          | 최고상사 (상급상사, 상사, 드물게 중사 중에서 임명)                                              | 최고상사 (상급상사, 상사, 드물게 중사 중에서 임명)                                              |
| OR-7 | | | | SS최고분대지도자 SS-Hauptscharführer                                                          | 상급상사 (상급사관생도 OA/ 사관후보생)                                                          |                                                                                                 |
| OR-6 | | | | SS상급분대지도자 SS-Oberscharführer                                                           | 상사 (사관생도 OA/ 사관후보생)                                                                  |                                                                                                 |
| OR-5 | | | | SS분대지도자 SS-Scharführer                                                                   | 중사                                                                                            |                                                                                                 |
| OR-4 | | | | SS하급분대지도자 SS-Unterscharführer (SS사관후보생 SS-Junker)                                 | 하사 (사관후보생 / 사관후보생)                                                                  |                                                                                                 |
| 사병 계급 | | | |                                                                                               |                                                                                                 |                                                                                                 |
| OR-3 | 대응계급 없음 | 대응계급 없음 | 대응계급 없음 | 대응계급 없음                                                                                 | 참모병장 (6년 근속)                                                                             |                                                                                                 |
| OR-3 | center‎ | | | SS대오지도자 SS-Rottenführer                                                                  | 상급병장                                                                                        |                                                                                                 |
| OR-2 | center‎ | | | SS돌격병 SS-Sturmmann                                                                         | 병장                                                                                            |                                                                                                 |
| OR-1 | | | | SS상급사격병 SS-Oberschütze                                                                   | 상급사격병                                                                                      |                                                                                                 |
| OR-1 | | | | SS사격병 SS-Schütze                                                                           | 일반병, 사격병, 척탄병                                                                          |                                                                                                 |
| 무장친위대 의용병 | 무장친위대 의용병 | 무장친위대 의용병 | 무장친위대 의용병 | 무장친위대 의용병                                                                             | 무장친위대에 징집당하거나 또는 자원입대한 이들이 국방군의 부사관이나 장교가 되는 경우도 있었다. | 무장친위대에 징집당하거나 또는 자원입대한 이들이 국방군의 부사관이나 장교가 되는 경우도 있었다. |

## 같이 보기
- 무장친위대의 병과색
- 친위대 제복 및 표장

## 참고 자료
- Bedurftig, Friedemann, and Zenter, Christian. The Encyclopedia of the Third Reich. 1985.
- Cook, Stan and Bender, R. James. Leibstandarte SS Adolf Hitler – Volume One: Uniforms, Organization, & History. San Jose, CA: R. James Bender Publishing, 1994. ISBN 978-0-912138-55-8
- Hayes, A. SS Uniforms, Insignia and Accoutrements. Schiffer Publishing, Ltd. 2000. ISBN 978-0-7643-0046-2
- Lumsden, Robin. A Collector's Guide To: The Allgemeine – SS, Ian Allan Publishing, Inc. 2002. ISBN 0-7110-2905-9
- Mollo, Andrew. Uniforms of the SS, Collected Edition Vol. 1–6. Motorbooks Intl. 1997. ISBN 978-1-85915-048-1
- Personnel Service Records of the S.S., National Archives and Records Administration, College Park, Maryland